# Jonny Liesegang

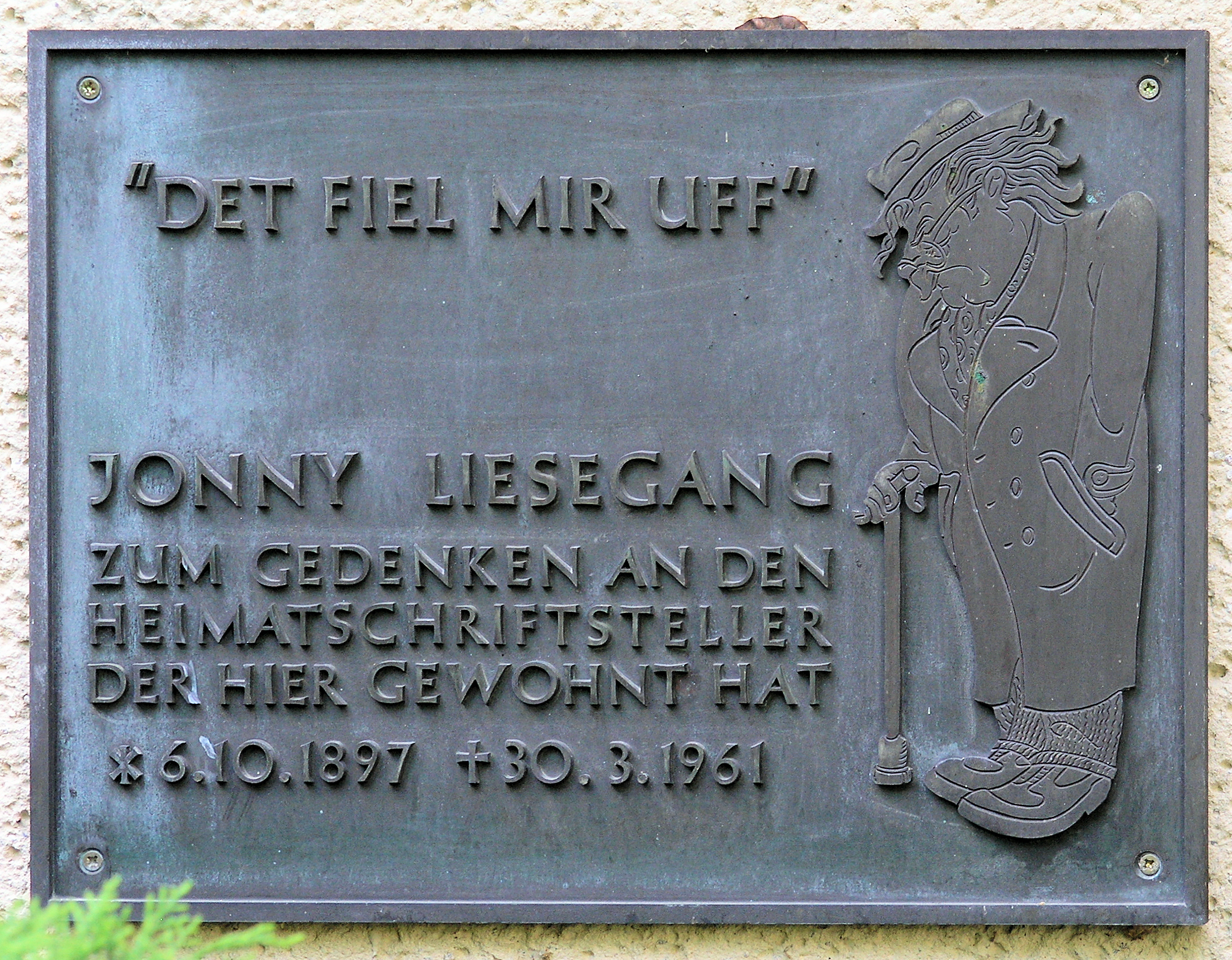
Gedenktafel am Haus Afrikanische Straße 146c, in Berlin-Wedding

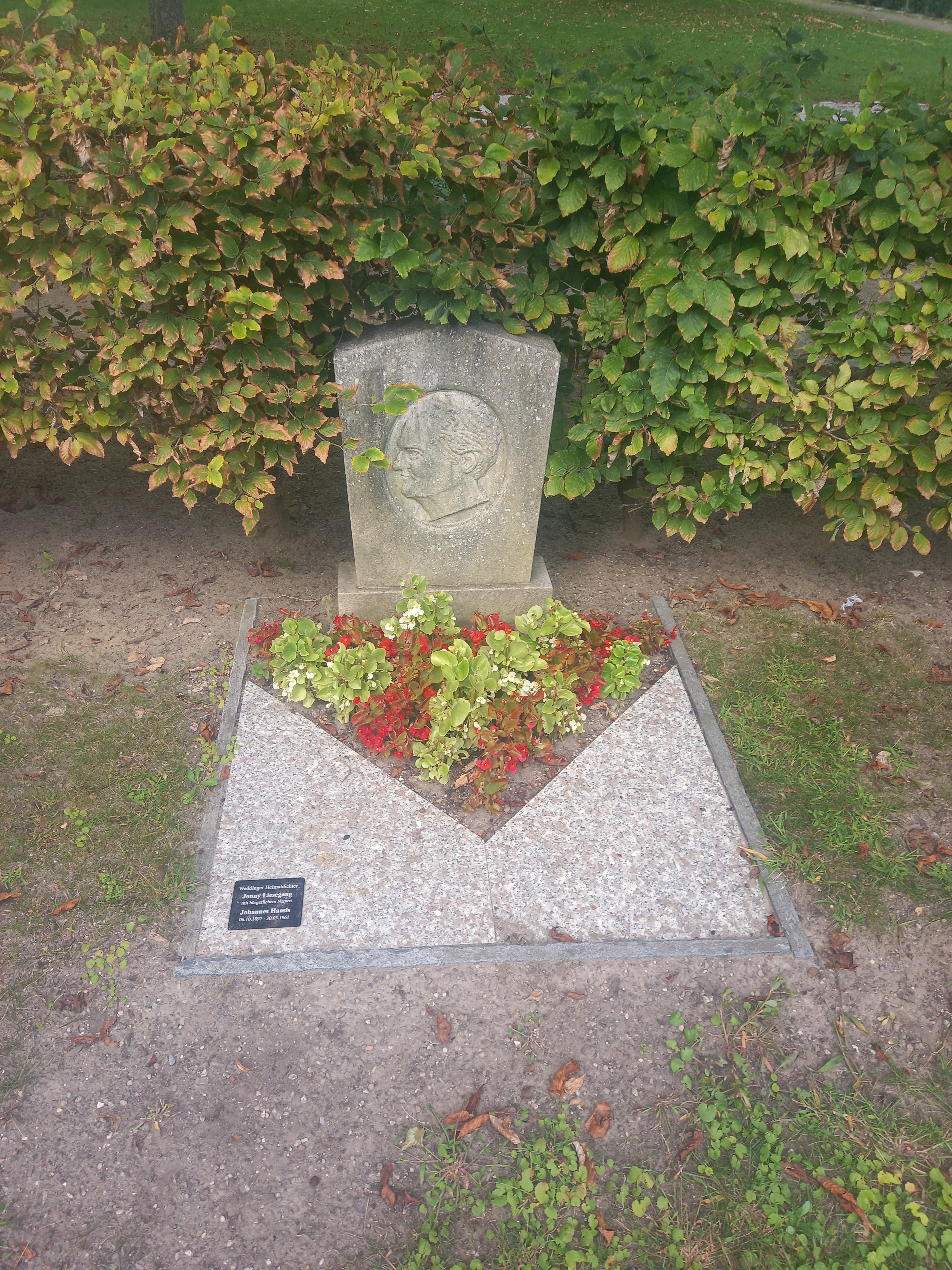
Das Grab von Jonny Liesegang auf dem Urnenfriedhof Seestraße in Berlin

Jonny Liesegang (* 6. Oktober 1897 in Berlin; † 30. März 1961 ebenda), mit bürgerlichem Namen Johannes Haasis, war ein Berliner Schriftsteller und Illustrator.

## Leben
Bis 1933 war Liesegang Mitarbeiter bei den Verlagen Ullstein und Mosse. Mit der Machtübernahme der Nationalsozialisten erhielt er dort Arbeitsverbot und war fortan als freier Schriftsteller tätig. In den Kriegsjahren verfasste er drei Bücher, die in ironischer und überzeichnender Art und Weise Alltagsgeschichten aus dem damaligen Berliner Bezirk Wedding erzählten, und in denen er intensiv den Weddinger Slang lautmalerisch darstellte. Von 1938 bis 1942 erschienen drei Bücher. Anschließend wurde er zur Wehrmacht eingezogen. Nach dem Zweiten Weltkrieg veröffentlichte er 1949 ein viertes Buch mit Geschichten aus dem Wedding. Eine seiner beliebtesten literarischen Figuren ist die Weddinger Hausmeisterin „Frau Nuschnpickeln“.
Liesegang lebte sein gesamtes Leben im Berliner Bezirk Wedding, erst in der Pankstraße (zum Ortsteil Gesundbrunnen gehörend), später in der Afrikanischen Straße (Ortsteil Wedding). An seinem ehemaligen Wohnhaus in der Afrikanischen Str. 146c erinnert eine Gedenktafel an den Schriftsteller. Liesegang wurde 1961 auf dem Weddinger Urnenfriedhof an der Seestraße bestattet.

## Werke
- 1938: Det fiel mir uff, ISBN 3-7605-8520-5
- 1939: Det fiel mir ooch noch uff, ISBN 3-7605-8524-8
- 1940: Die Feldpostbriefe der Familie Pieselmann
- 1941: Da liegt Musike drin!, Neuausgabe im Arani-Verlag, Berlin 1977, ISBN 978-3-7605-8525-3
- 1949: Det fiel mir trotzdem uff, ISBN 3-7605-8526-4

Alle Werke erstmals erschienen im Buchwarte-Verlag Lothar Blanvalet, Berlin.